# Raffaele Giudice
Raffaele Giudice (Palermo, 31 ottobre 1915 – Roma, 29 agosto 1994) è stato un generale italiano, Comandante generale della Guardia di Finanza dal 1974 al 1978.

## Biografia
Raffaele Giudice è nato a Palermo il 31 ottobre 1915. 
Frequenta l'Accademia militare di Modena fino al 1935, quando divenne sottotenente di fanteria. Partecipa come ufficiale di fanteria alla seconda guerra mondiale e viene insignito della medaglia d'argento e della croce al valor militare.
Ha partecipato, dal 1939 al 1943, alle operazioni di guerra in Albania e in Africa Settentrionale.
Ha frequentato la Scuola di Guerra e la XV Sessione del Centro Alti Studi Militari. 
Nel 1959 è comandante dell'8º Reggimento bersaglieri e nel 1960 Capo di Stato Maggiore del Comando Regione Militare della Sicilia. Nel 1963 è comandante della Brigata corazzata "Centauro" e nel 1969 della Divisione corazzata "Centauro". Promosso generale di corpo d'armata nel 1971, nel 1973 è comandante della Regione militare Sicilia.
Il 31 luglio 1974 viene nominato comandante generale della Guardia di Finanza, fino al 20 novembre 1978, quando è collocato in pensione.

### Procedimenti giudiziari
A fine 1979 viene emessa comunicazione giudiziaria nei suoi confronti per il cosiddetto "scandalo dei petroli". Giudice viene condannato il 30 aprile 1987 dal Tribunale di Torino, in primo grado, a 3 anni e 10 mesi. In Appello la sua posizione è stralciata.
Nel 1981 il suo nome appare nella lista degli appartenenti alla P2. 
Muore all'ospedale militare Celio di Roma.